# Supercopa da Itália
A Supercopa Italiana (em italiano: Supercoppa Italiana) é uma competição futebolística na qual se enfrentam em um jogo único os campeões da Campeonato Italiano de Futebol e da Copa da Itália. É uma competição anual de futebol que ocorre normalmente uma semana antes do início da temporada na Itália. É disputada pelos vencedores da Serie A e pela Copa da Itália na temporada anterior, como uma abertura da nova temporada. Se a mesma equipe vencer os títulos da Serie A e da Copa da Itália na temporada anterior, a Supercopa é disputada pelo vencedor da Série A e pela vice-campeã da Copa da Itália, tornando-se uma revanche da final da Copa da Itália do ano anterior.
A primeira edição foi disputada em 1988 (adiada para junho de 1989, por causa das Jogos Olímpicos de Verão de 1988). Desde 1991, o local de competição da Supercopa tem sido geralmente na casa da equipe campeão italiano. No entanto, surgiu a oportunidade de disputar a decisão em um estádio neutro, em um país estrangeiro. O evento de fato cruzou as fronteiras italianas em algumas edições, foram realizadas edições nos Estados Unidos, Líbia, China, Catar  e Arábia Saudita ou, sendo menos comum, na casa do detentor da Taça de Itália.
Ao todo, nove clubes foram campeões da Supercopa da Itália. O maior campeão é a Juventus com nove títulos, seguida da Internazionale com oito títulos e, também o Milan com 8 conquistas.

## História

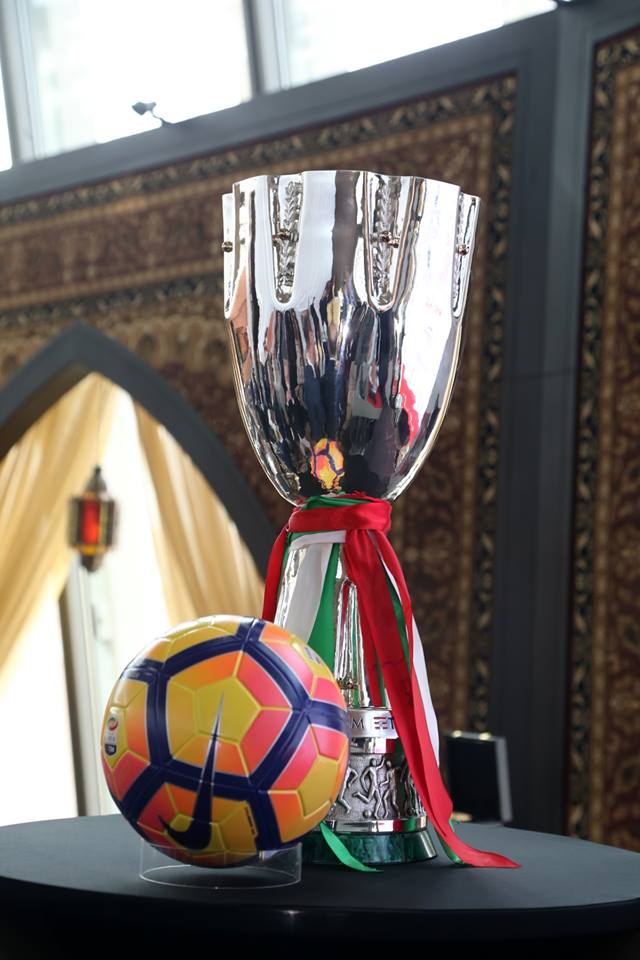
Troféu entregue ao campeão da competição

A ideia da Supercopa da Itália nasceu em 1988: a ocasião foi uma ceia com os fãs da vencedora da Copa da Itália Sampdoria, durante a qual o jornalista Enzo D'Orsi propôs a Paolo Mantovani, na época presidente do clube Sampdoria, organizar um desafio para um novo troféu, a ser disputado entre a equipe campeã italiana e o vencedor da copa nacional, nos moldes da Supercopa da Inglaterra. Poucas semanas depois, foi apresentado ao então presidente da Lega Nazionale Professionisti, Luciano Nizzola, que endossou o projeto.
A edição inaugural, prevista para 1988, foi adiada para junho de 1989 devido à coincidência com os Jogos de Seul em 1988, de modo que a segunda edição foi transferida para o outono do mesmo ano; desde então, a competição ocorre quase todos os anos no período de verão (com exceção das edições de 1995, 2014, 2016 e 2018 que foram no período de inverno) e, portanto, tradicionalmente se tornou a abertura da temporada de futebol italiano. Normalmente é jogado na casa da equipe campeã italiana, exceto por exceções (em 9 edições, foi realizada em campo neutro no exterior, e em dois na casa do clube qualificado para a Supercopa da Itália). O estádio Giuseppe Meazza, em Milão, recebeu a maior parte das edições do torneio, sendo 11 edições.

Logo oficial da competição no ano de 2018

Inicialmente, tendo em conta a natureza do evento no Verão, o regulamento previa, em caso de empate no final do período regulamentar, o recurso direto as penalidades: esta regra permaneceu válida até à edição de 2000, mesmo que fosse efetivamente aplicada apenas uma vez, em 1994, quando o Milan levou a melhor sobre a Sampdoria. Nas edições de 2001 e 2002, pela primeira vez, o regulamento introduziu a possibilidade de prorrogação, porém, sujeito à variável com o gol de ouro, mas não foi necessário utilizá-lo. Somente na edição de 2003, o gol de prata foi introduzido: nessa ocasião, pela primeira vez na história da competição, a prorrogação entre a Juventus e o Milan não foram suficientes, mas o desafio foi resolvido igualmente nos pênaltis, onde os "bianconeri" prevaleceram. A partir da seguinte edição, o regulamento prevê suplementação ordinária, após a abolição do gol de ouro e prata, resultando pela primeira na edição de 2005 com a vitória do Inter sobre a Juventus.
No caso de uma equipe conquistar um troféu duplo ou sazonal, o regulamento determina que os vencedores da Serie A e o finalista derrotado da Copa da Itália estarão competindo pela Supercopa, gerando, de fato, um revival do último ato da taça nacional. Desde a fundação do Supercopa até hoje, isso aconteceu 8 vezes, a primeira em 1995, quando a Juventus venceu o Parma. Em sete ocasiões, a Supercopa foi conquistada pela equipe vencedora da Copa da Itália: a primeira vez em 1996, quando a Fiorentina superou a campeã italiana Milan; mais tarde, o fato foi repetido pela Lazio (1998 e 2009), Parma (1999), Internazionale (2005), Roma (2007) e Nápoles (2014). Em 2016, com o sucesso do Milan, o troféu foi pela primeira vez do finalista perdedor da Copa da Itália.

## Edições
| Ano  | Campeão        | Resultado         | Vice-campeão   | Estádio                               | Artilheiros                                                | Público |
| ---- | -------------- | ----------------- | -------------- | ------------------------------------- | ---------------------------------------------------------- | ------- |
| 1988 | Milan          | 3 – 1             | Sampdoria      | Giuseppe Meazza, Milão                | Rijkaard, Van Basten e Mannari; Vialli                     | 19 412  |
| 1989 | Internazionale | 2 – 0             | Sampdoria      | Giuseppe Meazza, Milão                | Cucchi e Serena                                            | 7 221   |
| 1990 | Napoli         | 5 – 1             | Juventus       | San Paolo, Nápoles                    | Careca (2), Silenzi (2) e Crippa; Baggio                   | 62 404  |
| 1991 | Sampdoria      | 1 – 0             | Roma           | Luigi Ferraris, Gênova                | Mancini                                                    | 21 120  |
| 1992 | Milan          | 2 – 1             | Parma          | Giuseppe Meazza, Milão                | Van Basten e Massaro; Melli                                | 30 102  |
| 1993 | Milan          | 1 – 0             | Torino         | RFK Stadium, Washington               | Simone                                                     | 25 268  |
| 1994 | Milan          | 1 – 1 4 – 3 (pen) | Sampdoria      | Giuseppe Meazza, Milão                | Gullit; Mihajlović                                         | 26 767  |
| 1995 | Juventus       | 1 – 0             | Parma          | Delle Alpi, Turim                     | Vialli                                                     | 5 208   |
| 1996 | Fiorentina     | 2 – 1             | Milan          | Giuseppe Meazza, Milão                | Batistuta (2); Savićević                                   | 29 582  |
| 1997 | Juventus       | 3 – 0             | Vicenza        | Delle Alpi, Turim                     | Inzaghi (2) e Conte                                        | 16 157  |
| 1998 | Lazio          | 2 – 1             | Juventus       | Delle Alpi, Turim                     | Nedved e Conceição; Del Piero                              | 16 500  |
| 1999 | Parma          | 2 – 1             | Milan          | Giuseppe Meazza, Milão                | Crespo e Boghossian; Guly                                  | 25 001  |
| 2000 | Lazio          | 4 – 3             | Internazionale | Estádio Olímpico, Roma                | López (2), Mihajlović, Stankovic; Keane, Farinós e Vampeta | 61 446  |
| 2001 | Roma           | 3 – 0             | Fiorentina     | Estádio Olímpico, Roma                | Candela, Montella e Totti                                  | 61 050  |
| 2002 | Juventus       | 2 – 1             | Parma          | Estádio 11 Giugno, Trípoli            | Del Piero (2); Di Vaio                                     | 40 000  |
| 2003 | Juventus       | 1 – 1 5 – 3 (pen) | Milan          | Giants Stadium, Nova Iorque           | Pirlo; Trezeguet                                           | 54 128  |
| 2004 | Milan          | 3 – 0             | Lazio          | Giuseppe Meazza, Milão                | Shevchenko (3)                                             | 33 274  |
| 2005 | Internazionale | 1 – 0             | Juventus       | Delle Alpi, Turim                     | Verón                                                      | 35 246  |
| 2006 | Internazionale | 4 – 3             | Roma           | Giuseppe Meazza, Milão                | Vieira (2), Crespo e Figo; Mancini, Aquilani (2)           | 45 528  |
| 2007 | Roma           | 1 – 0             | Internazionale | Giuseppe Meazza, Milão                | De Rossi                                                   | 34 898  |
| 2008 | Internazionale | 2 – 2 6 – 5 (pen) | Roma           | Giuseppe Meazza, Milão                | Muntari e Balotelli; De Rossi e Vučinić                    | 43 400  |
| 2009 | Lazio          | 2 – 1             | Internazionale | Estádio Nacional de Pequim, Pequim    | Matuzalém e Rocchi; Eto'o                                  | 68 961  |
| 2010 | Internazionale | 3 – 1             | Roma           | Giuseppe Meazza, Milão                | Pandev e Eto'o (2); Riise                                  | 65 860  |
| 2011 | Milan          | 2 – 1             | Internazionale | Estádio Nacional de Pequim, Pequim    | Ibrahimović e Boateng; Sneijder                            | 66 161  |
| 2012 | Juventus       | 4 – 2 (pro)       | Napoli         | Estádio Nacional de Pequim, Pequim    | Asamoah, Vidal, Maggio (g.c), Vučinić; Cavani e Pandev     | 75 000  |
| 2013 | Juventus       | 4 – 0             | Lazio          | Estádio Olímpico, Roma                | Pogba, Chiellini, Lichtsteiner e Tévez                     | 57 000  |
| 2014 | Napoli         | 2 – 2 6 – 5 (pen) | Juventus       | Estádio Jassim Bin Hamad, Doha        | Tévez (2); Higuaín (2)                                     | 14 000  |
| 2015 | Juventus       | 2 – 0             | Lazio          | Estádio de Shanghai, Xangai           | Mandžukić e Dybala                                         | 20 000  |
| 2016 | Milan          | 1 – 1 4 – 3 (pen) | Juventus       | Estádio Jassim Bin Hamad, Doha        | Chiellini; Bonaventura                                     | 11 356  |
| 2017 | Lazio          | 3 – 2             | Juventus       | Estádio Olímpico, Roma                | Immobile (2) e Murgia; Dybala (2)                          | 52 000  |
| 2018 | Juventus       | 1 – 0             | Milan          | King Abdullah Sports City, Jidá       | Cristiano Ronaldo                                          | 61 235  |
| 2019 | Lazio          | 3 – 1             | Juventus       | Estádio Universitário Rei Saud, Riade | Luis Alberto (1), Lulić (1) e Cataldi (1); Dybala (1)      | 52 000  |
| 2020 | Juventus       | 2 – 0             | Napoli         | Mapei Stadium, Régio da Emília        | Cristiano Ronaldo (1) e Morata (1)                         | 0       |
| 2021 | Internazionale | 2 – 1 (pro.)      | Juventus       | Estádio Giuseppe Meazza, Milão        | L. Martínez e A. Sanchez; W. Mckennie                      | 29 696  |
| 2022 | Internazionale | 3 – 0             | Milan          | Estádio Internacional Rei Fahd, Riad  | F. Dimarco, Džeko e L. Martínez                            | 50 000  |

### Formato de quatro equipes
| Ano  | Campeão        | Final | Vice-campeão   | Semifinalistas | Semifinalistas |
| ---- | -------------- | ----- | -------------- | -------------- | -------------- |
| 2023 | Internazionale | 1–0   | Napoli         | Lazio          | Fiorentina     |
| 2024 | Milan          | 3–2   | Internazionale | Juventus       | Atalanta       |

Legenda
: Campeão do Campeonato Italiano

: Campeão ou vice-campeão (caso uma mesma equipe tenha ganho a Liga e a Copa ao mesmo tempo) da Copa da Itália

### Por clube
| Clube          | Campeão                                                   | Vice-campeão                                        |
| -------------- | --------------------------------------------------------- | --------------------------------------------------- |
| Juventus       | 9 (1995, 1997, 2002, 2003, 2012, 2013, 2015, 2018 e 2020) | 8 (1990, 1998, 2005, 2014, 2016, 2017, 2019 e 2021) |
| Internazionale | 8 (1989, 2005, 2006, 2008, 2010, 2021, 2022 e 2023)       | 5 (2000, 2007, 2009, 2011 e 2024)                   |
| Milan          | 8 (1988, 1992, 1993, 1994, 2004, 2011, 2016 e 2024)       | 5 (1996, 1999, 2003, 2018 e 2022)                   |
| Lazio          | 5 (1998, 2000, 2009, 2017 e 2019)                         | 3 (2004, 2013 e 2015)                               |
| Roma           | 2 (2001 e 2007)                                           | 4 (1991, 2006, 2008 e 2010)                         |
| Napoli         | 2 (1990 e 2014)                                           | 3 (2012, 2020 e 2023)                               |
| Parma          | 1 (1999)                                                  | 3 (1992, 1995 e 2002)                               |
| Sampdoria      | 1 (1991)                                                  | 3 (1988, 1989 e 1994)                               |
| Fiorentina     | 1 (1996)                                                  | 1 (2001)                                            |
| Torino         | 0                                                         | 1 (1993)                                            |
| Vicenza        | 0                                                         | 1 (1997)                                            |

### Por competição
| Competição                           | Títulos |
| ------------------------------------ | ------- |
| Campeonato Italiano                  | 24      |
| Campeões da Coppa Itália             | 10      |
| Vice-campeões da Coppa Itália        | 2       |
| Vice-campeões do Campeonato Italiano | 1       |